# ゴルゴンゾーラ (企業)
ゴルゴンゾーラは、着メロ職人ゴンゾーが2004年5月1日より展開する日本の着信メロディ(着メロ)ポイント制配信サイト。ヤマハ株式会社と株式会社レイドにより運営された。

## 概要
NTTドコモ、au、ソフトバンクの3キャリアに対応する、携帯電話専用サイトである。無料で成功したモバイルサイトの先駆け的存在である。
サイトは「ゴンゾー」と呼ばれるレイドのクリエイターが中心となり企画・制作をしている(ちなみに、「ゴルゴンゾーラ」の略称も「ゴンゾー」である)。初代プロデューサーはヤマハの瀬戸優樹。
キャリア公式サイトが当たり前だった時代に、勝手サイトとしてモバイルサイトを無料化し、広告による独自のビジネスモデルで成功し、勝手サイトのお手本と呼ばれた。
実際、ディー・エヌ・エー（DeNA）代表取締役社長の守安功やモバゲータウン（現・Mobage）企画者の畑村匡章も、当時のインタビューや講演でゴルゴンゾーラの成功モデルを参考にしたと語っている。また、gumi代表取締役社長の國光宏尚も創業前に自身のブログで、ゴルゴンゾーラのビジネスモデルについて分析を行っている。ドワンゴもゴルゴンゾーラに対抗して、イカスミというサイトを立ち上げている。
2005年5月末、日本の携帯電話向け着メロサイトとして初めて会員数100万人を達成した。2005年6月16日に102万人だった会員数は、2006年には130万人を突破し、うち8割は中高生など10代である。最大延べ会員数は300万人を突破した。
2007年には、携帯電話を持つ中高生の5人に1人が利用し、同種のサイトとしては日本最大級にまで成長した。「ローティーンの女子が使うサイト1位」「読者が選ぶ定番ケータイサイトベスト10」「一番使われているウワサの着メロサイト」など、各種メディアでも紹介されている。
姉妹サイトとして、着うたサイトの「ゴルゴンゾーラZ」、SNSサイトの「ゴンゾーピザ」がある。FM Nack5にてラジオと連携した音楽番組「ゴンゾーラジオ」や、携帯発の音楽レーベル「ゴルゴンゾーラレーベル」の展開など、メディアミックスも行なっていた。
2013年7月末、サービスを終了した。後任として、着うたサイトの「ゴンゾー★Z」にゴンザ―専用の100円メロ取り放題コースがある。

## 主なメニュー
無料会員登録すると、初回のみ10ポイントが付与され、着うたを50ポイントで1コンテンツ、メドレー着メロを30ポイントで1コンテンツ、着メロ、Flash、ゲーム、デコレーションメールひな形を10ポイントで1コンテンツそれぞれダウンロード、歌詞は無料で閲覧することが出来る。ポイントは広告メールをクリックするか、友達をサイトに紹介する事で追加される。
以下のメニューの他にも、特別企画等が多数存在する。

### MUSIC MENU
- 新曲を聴け！

新曲の着メロを1週間に1回更新する。
- 俺のテレビ版

放送されたドラマやアニメなどの着メロを1日に1回更新する。
- 最新人気30曲RANK

24時間以内にダウンロードされた着メロ上位30曲をランキング形式にする。
- アーティスト一覧

着メロや歌詞を取り扱っているアーティストの一覧が掲載される。
- ゴンゾー課外授業

ユニット「ZEN」が、ボイスパーカッションを紹介する。

### GONZO MENU1
- ゴンラジ

ゴンゾーラジオとの連動ページ。放送内容やプレゼントなどが掲載される。
- ゴンゾーゲームセンター

10ポイントでFlashゲームが1コンテンツダウンロード出来る。全国ランキング機能もある。
- ゴルゴン桜

リクルートとコラボレーションし、受験生を応援する。
- ゴンゾー天気予報＆星占い☆an

株式会社インテリジェンスとコラボレーションし、気象庁による予報と「塔里木」という占い館による占いを1日に1回更新する。
- ゴンゾー☆デコメ

デコレーションメールのひな形を10ポイントで1コンテンツダウンロード出来る。
- ゴンゾーの部屋

ゴンゾーが更新する日記。「ゴンゾーピザ」というSNSを使用している。
- はたらくオレたち☆an

株式会社インテリジェンスとコラボレーションし、アルバイト体験談を1日に1回更新する。

## ビジネスモデル
2000年代のモバイルサイトは、ドコモやAUなどのキャリアのポータルに掲載される公式サイトとなり、コンテンツ利用料を携帯電話料金と一緒に徴収することが成功には欠かせない条件といわれていた。
当時のモバイルサイトは、PC向けサイトとは異なり、広告単価も低く、ビジネスになりえないと考えられており、収益化も難しかった。
ゴルゴンゾーラは「着メロは有料」という固定観念がある時代に、著作権料を払いながらも着メロを無料で提供した事で、中高生を中心に口コミで会員数を急増させ、それまでの課金制、公式コンテンツにより発展してきたケータイ・ビジネスの常識を覆した。
中高生の共感を得るために、ヤマハやレイドといった企業色をみせず、ゴンゾーという着メロ職人による個人サイト風のサイト運営を行なった。その為、広告はうたず、会員の95%を口コミだけで集めた。
会員には広告を掲載したメールマガジンを発行し、会員はメールマガジンの広告をクリックし、スポンサーのサイトを閲覧するとポイントが貯まる。会員はそのポイントを使用して、着メロなどのコンテンツをダウンロードできる。
会員にとって広告そのものが価値のあるコンテンツとなるよう広告情報を提供する事でCTRをあげており、2005年9月の平均CTRは43.2%あるなど、アクティブユーザー率も高い。
広告の内容も出会い系や消費者金融など、未成年にふさわしくないものを排除し、利益よりサイトの雰囲気を大事にする運営方針が功を奏し、ローソン、日本コカ・コーラ、ロート製薬、講談社、ナイキ、オリエンタルランド、サントリー、マイクロソフト、リクルートなどのナショナルクライアントがモバイル向けに広告を出稿するきっかけにも繋がり、モバイル広告市場の開拓に成功した。
こうした最新のビジネスモデルは総務省による通信プラットフォームのあり方でも紹介されている。

## ゴルゴンゾーラレーベル
2007年2月に、ヤマハが携帯発のレーベルとして立ち上げる。携帯電話でアーティストの発掘からデビューを一般のユーザー発信で行う取組みは、当時の音楽業界でも画期的で、これに続く形でユニバーサルミュージックが同年4月に、インデックスが7月、ソニーミュージックが11月、TOKYO FMが12月と同様のレーベルや企画が次々と立ち上がるきっかけとなった。
同年6月、同レーベルが元となりヤマハから新設分割で設立された株式会社ヤマハエーアンドアールに事業が継承され、レーベルは消滅。なお、この組織改編においてゴルゴンゾーラは株式会社ヤマハミュージックメディアに継承されている。
レーベル主宰の瀬戸優樹は同レーベルで得たインターネットを活用したユーザー発の音楽発信の仕組みや知見を、その後、VOCALOIDのプロデュースを行う際に参考にしている。
ちなみに、VOCALOIDにおいてヤマハとクリプトン・フューチャー・メディアを結びつけたのも着メロ事業がきっかけである。